# Iris lutescens
Iris lutescens es una especie de la familia de las iridáceas.

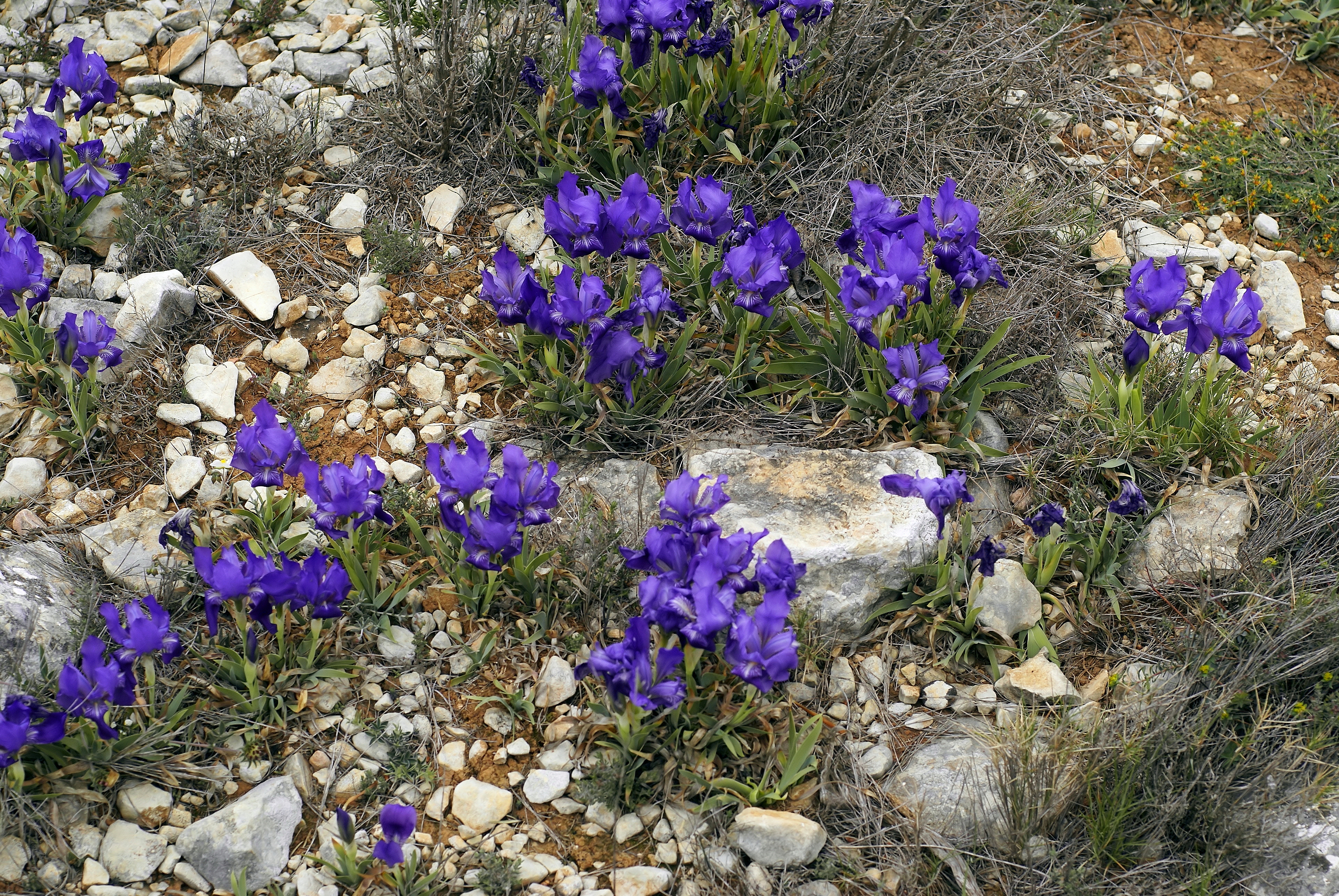
En su hábitat

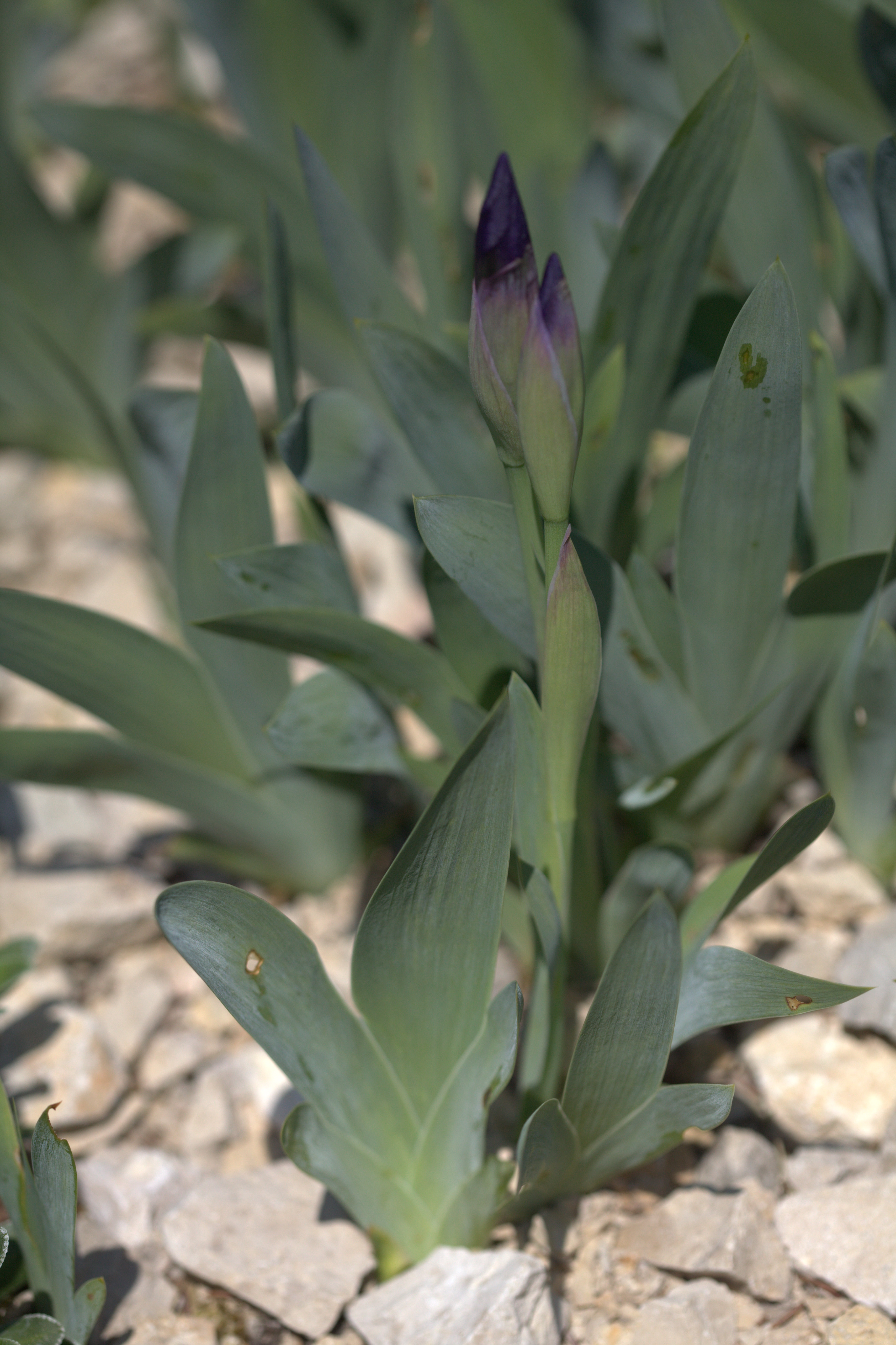
Vista de la planta

## Descripción
Planta con rizoma grueso y flores solitarias o en grupo de dos, poco olorosas. Hojas en forma de espada, de 5-35 cm de largo y 5-25 mm de ancho, que normalmente no sobrepasan las flores. Tallo de 3-35 cm de alto, no ramificado. Flores violetas, amarillas, con tonos blanquecinos o violetas o amarillos. Tubo corolino de 2-5 cm de largo, envuelto no del todo o por la punta por el esporofilo membranoso verde. Los 3 pétalos externos revueltos con una barba de pelos largos, amarillos, de varias células, de 5-7,5 cm de largo y 2-3,5 cm de ancho. Los 3 pétalos internos rectos de 5,5-7,5 cm de largo y 2-4 cm de ancho.

## Distribución y hábitat
Mediterráneo occidental, Mediterráneo central, pero no en el norte de África. Similar es Iris pseudopumila, con un tubo corolino de 5-7,5 cm de largo, totalmente envuelto por el esporofilo en el Mediterráneo central. Habita pendientes secas y garrigas.

## Taxonomía
Iris lutescens, fue descrita por Jean-Baptiste Lamarck y publicado en Encycl. 3: 297 1789.
Etimología
Iris: nombre genérico llamado así por Iris la diosa griega del arco iris.
lutescens: epíteto latino que significa "amarillenta".
Variedad aceptada
- Iris lutescens subsp. subbiflora (Brot.) D.A.Webb & Chater

Sinonimia
- - Iris lutescens subsp. lutescens. España hasta Italia.
- Iris pyrenaica L., Cent. Pl. I: 4 (1755), provisional synonym; no material known.
- Chamaeiris angustifolia Medik., Hist. & Commentat. Acad. Elect. Sci. Theod.-Palat. 6: 418 (1790).
- Iris virescens F.Delaroche in P.J.Redouté, Liliac. 5: t. 295 (1810).
- Iris sordida Willd., Enum. Pl., Suppl.: 4 (1814), nom. illeg.
- Iris longiflora Vest ex Schult., Mant. 1: 304 (1822).
- Iris chamaeiris Bertol., Fl. Ital. 3: 609 (1838).
- Iris olbiensis Hénon, Ann. Sci. Phys. Nat. Lyon 8: 462 (1845).
- Iris italica Parl., Nuov. Gen. Sp. Monocot.: 37 (1854).
- Iris neglecta Parl., Nuov. Gen. Sp. Monocot.: 41 (1854), nom. illeg.
- Iris statellae Tod., Nuov. Gen. Sp.: 5 (1858).
- Iris myleri K.Koch, Wochenschr. Gärtnerei Pflanzenk. 2: 206 (1859).
- Gynandriris italica (Parl.) Sanguin., Fl. Roman. Prodr. Alt.: 747 (1864).
- Iris virescens var. statellae (Tod.) Nyman, Consp. Fl. Eur.: 701 (1882).
- Iris chamaeiris subsp. italica (Parl.) K.Richt., Pl. Eur. 1: 253 (1890).
- Iris chamaeiris subsp. olbiensis (Hénon) K.Richt., Pl. Eur. 1: 254 (1890).
- Iris burnatii Baker, Handb. Irid.: 33 (1892).
- Iris chamaeiris var. italica (Parl.) Baker, Handb. Irid.: 27 (1892).
- Iris chamaeiris var. olbiensis (Hénon) Baker, Handb. Irid.: 28 (1892).
- Iris lutescens var. statellae (Tod.) Baker, Handb. Irid.: 33 (1892).
- Iris chamaeiris subvar. luteola Rouy in G.Rouy & J.Foucaud, Fl. France 13: 82 (1912).
  - Iris lutescens subsp. subbiflora (Brot.) D.A.Webb & Chater, Bot. J. Linn. Soc. 76: 316 (1978). Portugal y sudoeste de España.
- Iris subbiflora Brot., Fl. Lusit. 1: 50 (1804).
- Iris fragrans Salisb., Trans. Hort. Soc. London 1: 303 (1812).
- Iris lisbonensis Dykes, Gard. Chron., III, 47: 147 (1910).[5]

## Nombre común
- Castellano: lirio, lirio bajo.[6]